# Юріївка (Болградський район)
Юріївка — село Бородінської селищної громади, у Болградському районі Одеської області України. Населення становить 483 осіб.

## Історія
12 червня 2020 року, відповідно до Розпорядження Кабінету Міністрів України від № 724-р «Про визначення адміністративних центрів та затвердження територій територіальних громад Одеської області», увійшло до складу Бородінської селищної територіальної громади.
19 липня 2020 року, в результаті адміністративно-територіальної реформи і ліквідації Тарутинського району, село увійшло до складу новоутвореного Болградського району.

## Населення
Згідно з переписом УРСР 1989 року чисельність наявного населення села становила 536 осіб, з яких 256 чоловіків та 280 жінок.
За переписом населення України 2001 року в селі мешкали 483 особи.

### Мова
Розподіл населення за рідною мовою за даними перепису 2001 року:
| Мова       | Відсоток |
| ---------- | -------- |
| болгарська | 46,79 %  |
| румунська  | 25,26 %  |
| російська  | 17,18 %  |
| українська | 10,56 %  |
| білоруська | 0,21 %   |